# 통화표
통화표는 무선 통신에서 문자를 정확히 전달하기 위해 사용하는 표준 단어이다.
음질이 좋지 않은 무선 통신에서 정확한 정보 전달을 위해서는 서로 정한 약속, 즉 통화표를 사용해야 한다. 예를 들어 ICN(인천국제공항의 IATA 코드)를 전달하기 위해 India Charlie November(인디아 찰리 노벰버)를 사용하는 것이다. 전쟁 영화의 시끄러운 전투 장면에서 통화표를 사용하는 것을 많이 볼 수 있다.
일상 생활에서는 영어로 전화할 때, 이름 등의 고유명사를 전달하기 위해 유사한 방법을 흔히 사용한다. 예를 들면, 'N as in Nancy'('낸시' 할 때의 N)하는 식으로 누구나 잘 알고있는 단어('Nancy')를 N과 함께 전달한다.
영문자를 포함한 여러 문자에 대한 통화표가 각각 정해져 있다. 한국어에 대한 통화표도 정해져 있는데, 주로 군대에서 사용한다. 일상 생활에서는 정해진 통화표보다는 일상 생활에 사용하는 단어를 사용하기도 한다.

## 통화표의 예

### 한글 통화표
| 자음 | 자음   | 자음 | 자음     | 자음 | 자음   | 자음 | 자음   | 자음 | 자음   |
| ---- | ------ | ---- | -------- | ---- | ------ | ---- | ------ | ---- | ------ |
| ㄱ   | 기러기 | ㄴ   | 나포리   | ㄷ   | 도라지 | ㄹ   | 로마   | ㅁ   | 미나리 |
| ㅂ   | 바가지 | ㅅ   | 서울     | ㅇ   | 잉어   | ㅈ   | 지게   | ㅊ   | 치마   |
| ㅋ   | 키다리 | ㅌ   | 통신     | ㅍ   | 파고다 | ㅎ   | 한강   |      |        |
| 모음 |        |      |          |      |        |      |        |      |        |
| ㅏ   | 아버지 | ㅑ   | 야자수   | ㅓ   | 어머니 | ㅕ   | 연못   | ㅗ   | 오징어 |
| ㅛ   | 요지경 | ㅜ   | 우편     | ㅠ   | 유달산 | ㅡ   | 은방울 | ㅣ   | 이순신 |
| ㅐ   | 앵무새 | ㅔ   | 엑스레이 |      |        |      |        |      |        |
| 숫자 |        |      |          |      |        |      |        |      |        |
| 1    | 하나   | 2    | 둘       | 3    | 삼     | 4    | 넷     | 5    | 오     |
| 6    | 여섯   | 7    | 칠       | 8    | 팔     | 9    | 아홉   | 0    | 공     |

### 영문 통화표
| Character | Morse Code | Telephony | Phonic (Pronunciation)          |
| --------- | ---------- | --------- | ------------------------------- |
| A         | ●−         | Alfa      | (AL-FAH)                        |
| B         | −●●●       | Bravo     | (BRAH-VOH)                      |
| C         | −●−●       | Charlie   | (CHAR-LEE) or (SHAR-LEE)        |
| D         | −●●        | Delta     | (DELL-TAH)                      |
| E         | ●          | Echo      | (ECK-OH)                        |
| F         | ●●−●       | Foxtrott  | (FOX-TROTT)                     |
| G         | −−●        | Golf      | (GOLF)                          |
| H         | ●●●●       | Hotel     | (HOH-TEL)                       |
| I         | ●●         | India     | (IN-DEE-AH)                     |
| J         | ●−−−       | Juliett   | (JEW-LEE-ETT)                   |
| K         | −●−        | Kilo      | (KEY-LOW)                       |
| L         | ●−●●       | Lima      | (LEE-MAH)                       |
| M         | −−         | Mike      | (MIKE)                          |
| N         | −●         | November  | (NO-VEM-BER)                    |
| O         | −−−        | Oscar     | (OSS-CAH)                       |
| P         | ●−−●       | Papa      | (PAH-PAH)                       |
| Q         | −−●−       | Quebec    | (KEH-BECK)                      |
| R         | ●−●        | Romeo     | (ROW-ME-OH)                     |
| S         | ●●●        | Sierra    | (SEE-AIR-RAH)                   |
| T         | −          | Tango     | (TANG-GO)                       |
| U         | ●●−        | Uniform   | (YOU-NEE-FORM) or (OO-NEE-FORM) |
| V         | ●●●−       | Victor    | (VIK-TAH)                       |
| W         | ●−−        | Whiskey   | (WISS-KEY)                      |
| X         | −●●−       | Xray      | (ECKS-RAY)                      |
| Y         | −●−−       | Yankee    | (YANG-KEY)                      |
| Z         | −−●●       | Zulu      | (ZOO-LOO)                       |
| 1         | ●−−−−      | One       | (WUN)                           |
| 2         | ●●−−−      | Two       | (TOO)                           |
| 3         | ●●●−−      | Three     | (TREE)                          |
| 4         | ●●●●−      | Four      | (FOW-ER)                        |
| 5         | ●●●●●      | Five      | (FIFE)                          |
| 6         | −●●●●      | Six       | (SIX)                           |
| 7         | −−●●●      | Seven     | (SEV-EN)                        |
| 8         | −−−●●      | Eight     | (AIT)                           |
| 9         | −−−−●      | Nine      | (NIN-ER)                        |
| 0         | −−−−−      | Zero      | (ZEE-RO)                        |

## 같이 보기
- NATO 음성 문자